# Doľany (Bratislava)
|  | Per a altres significats, vegeu «Doľany (Prešov)». |

Doľany és un poble i municipi d'Eslovàquia que es troba a la regió de Bratislava, a l'extrem occidental del país, prop de la frontera amb Àustria.

## Demografia
| Godina             | 1994 | 2004   | 2014   | 2024   |
| ------------------ | ---- | ------ | ------ | ------ |
| Nombre de persones | 1019 | 1022   | 1082   | 1070   |
| Diferència         |      | +0,29% | +5,87% | −1,10% |

| Godina             | 2023 | 2024   |
| ------------------ | ---- | ------ |
| Nombre de persones | 1077 | 1070   |
| Diferència         |      | −0,64% |